# Ashton Kutcher
Ashton Kutcher [ˈæʃtən ˈkʊtʃɚ] est un acteur, producteur et scénariste américain, né le 7 février 1978 à Cedar Rapids (Iowa).
Il se fait connaître au début des années 2000 avec son rôle de Michael Kelso dans la série télévisée That '70s Show.
Il passe au grand écran en enchaînant les comédies romantiques : Pour le meilleur et pour le rire (2003), Sept Ans de séduction (2005), Jackpot (2008), Valentine's Day (2010) et Sex Friends (2011).
Il s'essaie également à un registre dramatique avec le thriller de science-fiction L'Effet papillon (2004), puis en incarnant Steve Jobs pour le biopic Jobs (2013).
Finalement, c'est à la télévision qu'il retrouve un certain succès, en remplaçant Charlie Sheen comme tête d'affiche de la sitcom Mon oncle Charlie. Il incarne Walden Schmidt durant les quatre dernières saisons (2011-2015).

## Biographie

### Famille, études et mannequinat
Christopher Ashton Kutcher, né à Cedar Rapids dans l'Iowa, est le fils de Diane (née Finnegan), employée de Procter & Gamble, et de Larry M. Kutcher, ouvrier d'usine. Son ascendance est tchèque, allemande et irlandaise,. Il a un frère jumeau, Michael, qui souffre de cardiomyopathie, et une sœur de trois ans son aînée, Tausha,,. Les enfants Kutcher sont élevés dans un milieu catholique « relativement conservateur », dit-il. Leurs parents divorcent quand Ashton a 16 ans.
Au cours de sa dernière année en tant que lycéen, il entre la nuit par effraction dans son lycée avec son cousin pour tenter de voler de l'argent ; il est arrêté et plus tard reconnu coupable de cambriolage au troisième degré et condamné à trois ans de probation et 180 heures de travaux d'intérêt général. Kutcher a déclaré que bien que l'expérience « l'ait redressé », il a perdu sa petite amie et a été ostracisé à l'école et dans sa communauté.
En 1996, Ashton Kutcher décide d'étudier la biochimie à l'université de l'Iowa afin de trouver un traitement pour soigner la paralysie cérébrale dont son frère est atteint. Durant ses études, il est approché par un recruteur de mannequins qui le pousse à poursuivre une carrière dans le mannequinat. Après avoir participé en 1998 à un concours de l'International Modeling and Talent Association (IMTA), Kutcher signe avec l'agence de mannequins NEXT de New York. Il participe à des défilés de mode en Europe et apparaît dans des publicités pour la marque Calvin Klein.

### Carrière hollywoodienne

#### Révélation télévisuelle et comédies romantiques

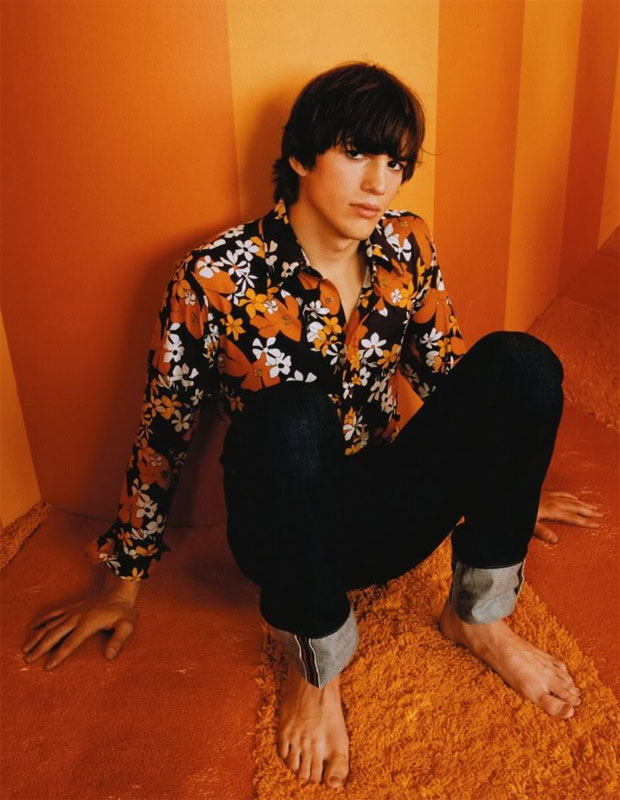
Ashton Kutcher pour la promotion de That '70s Show, dans le rôle du bellâtre Michael Kelso.

Profitant de son succès dans le mannequinat, Kutcher s'installe à Los Angeles et décroche un rôle dès sa première audition : celui de Michael Kelso, un adolescent beau mais idiot, dans la série télévisée That '70s Show. Le programme, lancé à la rentrée 1998, est un succès d'audience et le popularise auprès du grand public, surtout adolescent. Il capitalise sur ce succès en enchaînant les productions destinées au jeune public[réf. nécessaire].
En 1999, il fait ses premiers pas au cinéma, en apparaissant dans la comédie romantique chorale Coming Soon.
En 2000, il évolue aux côtés de Freddie Prinze Jr. dans la comédie romantique In Love et tient son premier rôle en menant la comédie potache Eh mec ! Elle est où ma caisse ?[réf. nécessaire]
L'année suivante, il fait partie du casting de stars adolescentes réunies pour le western Texas Rangers : La Revanche des justiciers, aux côtés de James Van Der Beek et Rachael Leigh Cook, un flop critique et commercial.[réf. nécessaire]
En 2002, il parvient à s'imposer sur grand écran en tête d'affiche de la comédie romantique Pour le meilleur et pour le rire, face à Brittany Murphy. Malgré des critiques encore catastrophiques, le box-office est positif.[réf. nécessaire]
En 2003, il tente de confirmer dans ce registre, avec Mon boss, sa fille et moi, où cette fois il joue les jeunes fiancés niais face à Tara Reid et Terence Stamp. Cette fois, le film rembourse à peine son budget et obtient de mauvaises critiques.[réf. nécessaire]

#### Producteur et incursion dramatique
Toujours en 2003, il a plus de succès en tant que producteur avec l'émission de MTV Punk'd : Stars piégées, qui a pour concept de piéger les vedettes hollywoodiennes et qu'il anime lui-même. Le programme est un succès d'audiences.[réf. nécessaire]

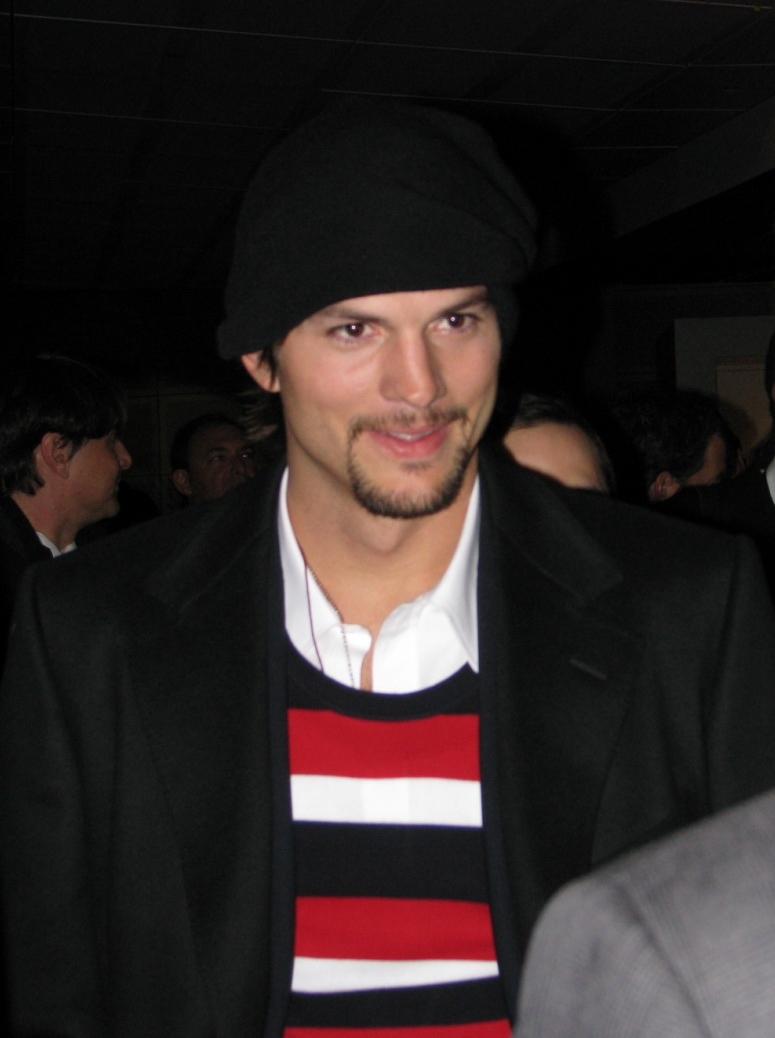
Ashton Kutcher, en janvier 2009, au Huffington Post Pre-Inaugural Ball.

Au cinéma, il tente de s'éloigner de la romance légère en produisant et en portant le thriller de science-fiction L'Effet papillon, face à Amy Smart. Le projet divise cette fois la critique, mais le box office est excellent. Il parvient ainsi à toucher une audience s'étendant au-delà du public adolescent.
Entre 2005 et 2006, il revient néanmoins à la comédie. D'abord, il produit et mène le remake Black/White, face à Bernie Mac et aux côtés de Zoë Saldaña. Les critiques sont très divisées, souvent mauvaises concernant Ashton Kutcher, mais le public répond présent.[réf. nécessaire] Puis, il mène la romance Sept Ans de séduction face à Amanda Peet. Le film rembourse à peine son budget.[réf. nécessaire] Au même moment, il quitte la série That '70s Show au terme alors de sa septième saison. Il ne revient qu'en personnage récurrent la saison suivante, lorsque la fin de la série est annoncée.
Parallèlement, il tente de s'imposer sur grand écran loin du registre léger qui l'a porté. Il évolue d'abord aux côtés de Kevin Costner dans le film d'aventures Coast Guards, puis fait partie du casting choral du drame Bobby, écrit et réalisé par Emilio Estevez. Les deux films passent inaperçus commercialement et reçoivent des critiques mitigées.[réf. nécessaire]
En 2008, il mène la comédie romantique Jackpot face à Cameron Diaz. Les critiques sont mauvaises, mais le box-office excellent.[réf. nécessaire]
En 2009, il mise sur son image médiatique pour deux projets indépendants.[réf. nécessaire] Il se confronte en effet à des actrices plus âgées que lui : Anne Heche pour le thriller Toy Boy, puis Michelle Pfeiffer pour le drame Personal Effects. Si le premier, qu'il co-produit également, fonctionne commercialement, à défaut de convaincre la critique, le second sort directement en vidéo.

#### Présence commerciale
En 2010, il décide dès lors de se cantonner à un registre ouvertement commercial : il fait partie de la distribution de stars réunies par Garry Marshall pour la comédie romantique chorale Valentine's Day, un succès commercial et se confronte à Katherine Heigl pour la comédie romantique d'action Kiss and Kill, qu'il co-produit. Les critiques sont toutefois catastrophiques.[réf. nécessaire]
En 2011, il revient vers un registre romantique plus classique avec Sex Friends, où il donne la réplique à Natalie Portman. Les critiques sont mitigées, mais saluent surtout le travail de Portman, alors le public répond largement présent.[réf. nécessaire] La même année, il joue dans l'un des segments de la comédie chorale Happy New Year, toujours sous la direction de Garry Marshall. Cependant, mai 2011 marque surtout son retour à la télévision où la chaîne de télévision CBS annonce qu'il devient l'un des acteurs principaux du casting de la série télévisée comique américaine, Mon oncle Charlie, la série la plus suivie des États-Unis. Il a la lourde tâche de remplacer Charlie Sheen, renvoyé quelques mois auparavant. Il devient ainsi l'acteur américain le mieux payé avec 700 000 dollars de salaire par épisode,. En 2012, Il confirme ce retour télévisuel, en relançant Punk'd : Stars piégées, qui s'était arrêté en 2007. Il n'animera cependant pas cette nouvelle mouture du programme.[réf. nécessaire]
En 2013, alors qu'il mène une autre saison de Mon oncle Charlie, il dévoile sur grand écran un projet plus ambitieux et personnel, lié à sa passion et son investissement dans le secteur de la haute-technologie informatique. Il incarne en effet Steve Jobs pour le biopic Jobs. Pour s'approprier le personnage, Ashton Kutcher rencontre plusieurs anciens collaborateurs, amis ou connaissances de Steve Jobs, il écoute aussi en boucle dans sa voiture des documents audio où l'on entend Jobs parler, ainsi que des chansons de Bob Dylan (Jobs adorait le chanteur et s'en inspirait). Enfin, il prend une coach pour apprendre à marcher et à parler comme lui.[réf. nécessaire] Le film, réalisé par le cinéaste indépendant Joshua Michael Stern, divise néanmoins la critique et sort dans une combinaison limitée de salles. Un projet comparable de biopic est alors en développement chez Sony, mais associé à des professionnels plus prestigieux, Danny Boyle à la réalisation et Michael Fassbender dans le rôle principal.[réf. nécessaire]
En 2015, Mon oncle Charlie s'arrête définitivement, après quatre saisons et 85 épisodes menée par Ashton Kutcher. L'acteur enchaîne néanmoins avec une autre sitcom. Il développe, produit et joue dans The Ranch, aux côtés de son ex-acolyte de That '70s Show, Danny Masterson, ainsi que les acteurs vétérans Debra Winger et Sam Elliott.

### Vie privée

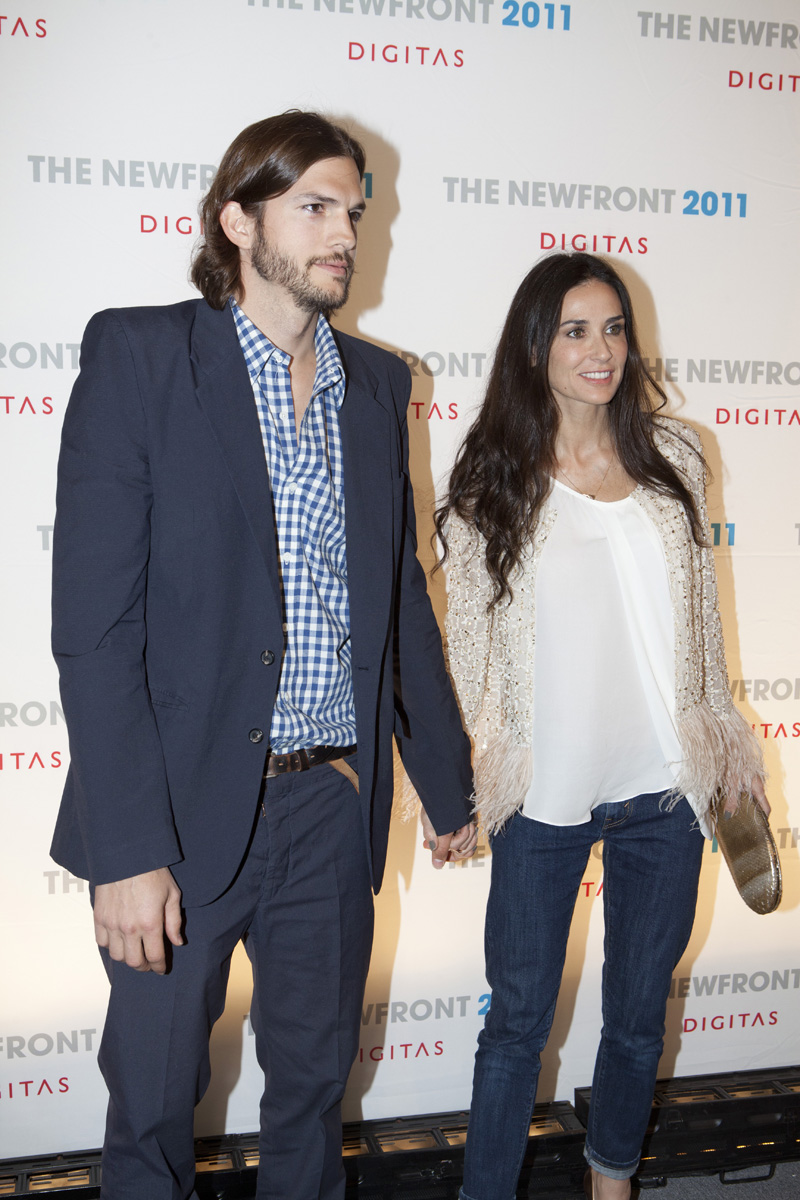
En juin 2011, aux côtés de sa compagne d'alors, Demi Moore.

En décembre 2000, Ashton Kutcher rencontre Ashley Ellerin, une étudiante en mode. Tous deux se fréquentent jusqu'à la mort brutale de celle-ci en février 2001. Le 21 février 2001, Ashton et Ashley ont prévu d'aller ensemble à une soirée. Lorsqu'Ashton va la chercher à son domicile à Hollywood, la jeune femme vient de se faire assassiner par Michael Gargiulo (en), surnommé « l'Éventreur de Hollywood ».
Pensant qu'Ashley Ellerin est déjà partie sans lui, Ashton Kutcher ne s'inquiète pas et part. Le corps est découvert le lendemain,. En mai 2019, Ashton Kutcher témoigne au procès de Michael Gargiulo, qui est finalement condamné à la peine de mort.
Ashton Kutcher a une relation avec Brittany Murphy entre 2002 et 2003, qu'il rencontre sur le tournage du film Pour le meilleur et pour le rire.

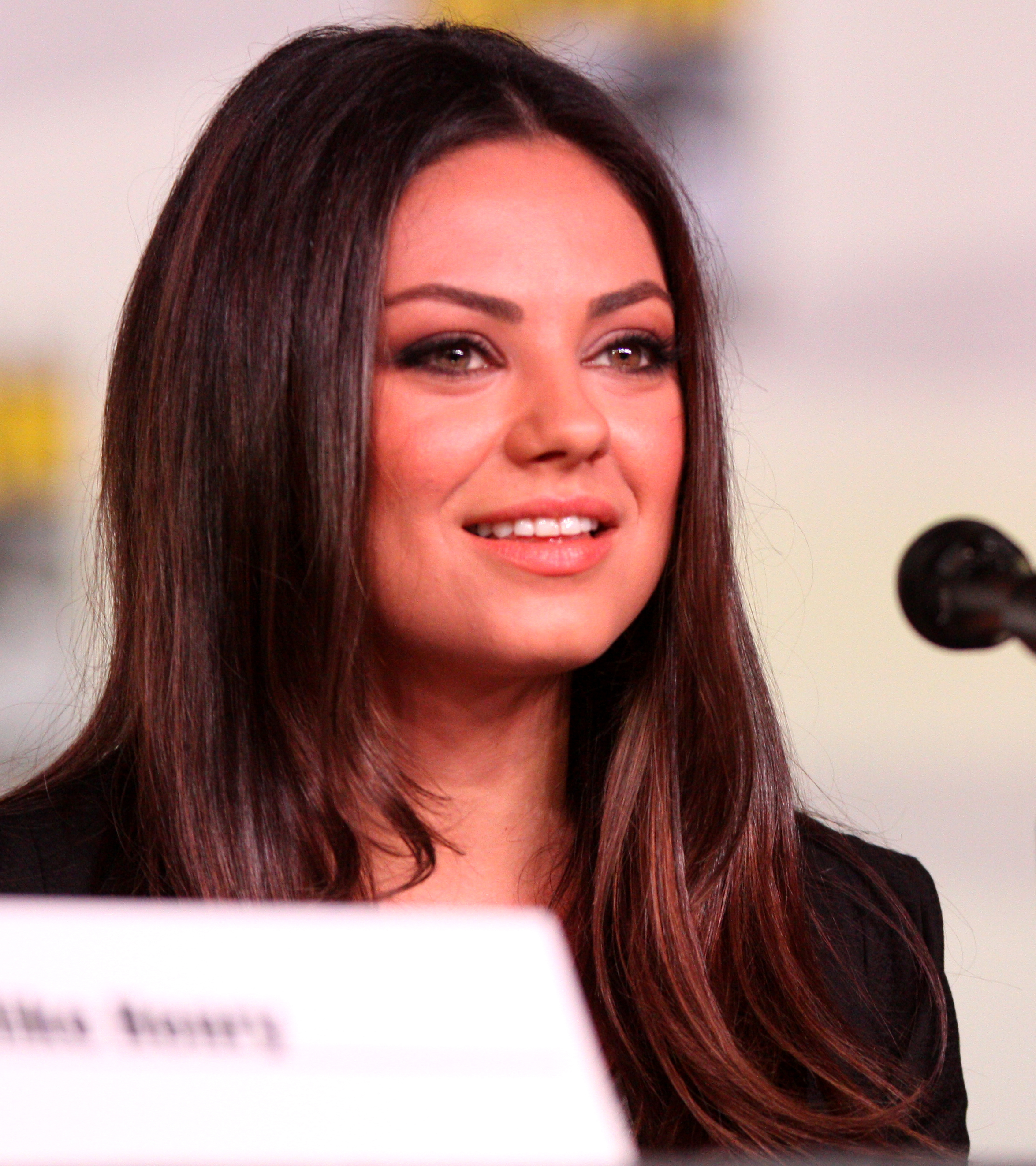
Mila Kunis en 2012.

En 2003, Ashton Kutcher rencontre l'actrice Demi Moore, de seize ans son aînée, lors d'un dîner à New York ; ils entament rapidement une relation,. Après deux ans de vie commune, ils se marient. Demi Moore annonce officiellement qu'elle divorce d'Ashton Kutcher en novembre 2011, après six ans de mariage.
En avril 2012, Ashton Kutcher révèle être en couple avec Mila Kunis. En février 2014, ils se fiancent puis un mois plus tard annoncent attendre leur premier enfant. Le 1er octobre 2014, Mila Kunis met au monde une fille prénommée Wyatt Isabelle Kutcher. En mars 2015, Mila Kunis confirme sur le plateau télévisé The Late Late Show with James Corden qu'elle et Ashton Kutcher se sont mariés après trois ans de vie commune et un an de fiançailles. Le 15 juin 2016, ils annoncent attendre leur deuxième enfant et le 7 octobre 2016, qu'il s'agit d'un garçon ; Dimitri Portwood Kutcher naît le 30 novembre 2016,.

#### Centres d'intérêt
En 2009, Kutcher se décrit comme un conservateur fiscal et un social-libéral.  
Bien qu'il soit propriétaire d'armes à feu, il soutient de nouvelles lois contre les armes pour aider à arrêter les fusillades de masse. En 2017, il déclare : « J'ai une arme depuis que j'ai 12 ans mais ça suffit. Je suis un chasseur et un sportif mais personne n'a besoin de fusils d'assaut. Prions. Alors changeons la loi ».
Il s'entraîne à l'art martial jiu-jitsu brésilien, et est actuellement ceinture marron.
En septembre 2008, Kutcher est nommé entraîneur-adjoint de l'équipe de football de première année de la Harvard-Westlake School de Los Angeles mais n'a pas pu revenir l'année suivante car il tournait Spread.
Kutcher a grandi en tant que catholique romain mais à l'âge adulte, il s'intéresse et pratique la Kabbale. Il se rend en Israël et étudie la Torah ; il y visite des centres kabbalistiques à Tel-Aviv et à Safed. Sa femme Mila Kunis, d'origine juive ukrainienne, a déclaré qu'il « [lui a] appris tout ce [qu'elle n'a] jamais su » sur sa propre religion, le judaïsme - bien qu'encore en 2018, il ne se soit pas officiellement converti,,. En 2013, Kutcher fait remarquer : « Israël est proche et cher à mon cœur ... venir en Israël, c'est en quelque sorte revenir à la source de la création - essayer de s'en rapprocher. Et en tant que personne créative, aller à la source de la création est vraiment inspirant ... non seulement sur le plan spirituel, mais aussi sur le plan artistique et créatif ».
En août 2022, il annonce au cours d'une émission américaine avoir souffert d'une maladie auto-immune affectant sa vision, son audition et son équilibre,.

#### Autres
En 2009, Ashton Kutcher est l'utilisateur masculin le plus suivi du réseau social Twitter,.
En février 2011, Kutcher vend sa maison à Hollywood Hills, qu'il avait initialement achetée en 2004.
En avril 2012, il devient le 500e client payant à s'inscrire pour piloter le SpaceShipTwo de Virgin Galactic.
Le magazine Forbes classe Ashton Kutcher parmi les acteurs de télévision les mieux payés de l'année 2014 à Hollywood, avec un salaire de 26 millions de dollars[réf. nécessaire].

## Filmographie

### Cinéma
Longs métrages
- 1999 : Coming Soon de Colette Burson (en) : Louie
- 2000 : In Love (Down to You) de Kris Isacsson : Jim Morrison
- 2000 : Piège fatal (Reindeer Games) de John Frankenheimer : l'étudiant
- 2000 : Eh mec ! Elle est où ma caisse ? (Dude, Where's My Car?) de Danny Leiner : Jesse Montgomery III
- 2001 : Texas Rangers : La Revanche des justiciers (Texas Rangers) de Steve Miner : George Durham
- 2003 : Pour le meilleur et pour le rire (Just Married) de Shawn Levy : Tom Leezak
- 2003 : Mon boss, sa fille et moi (My Boss's Daughter) de David Zucker : Tom Stansfield - également coproducteur
- 2003 : Treize à la douzaine (Cheaper by the Dozen) de Shawn Levy : Hank
- 2004 : L'Effet papillon (The Butterfly Effect) de Eric Bress et J. Mackye Gruber : Evan Treborn - également producteur exécutif
- 2005 : Black/White (Guess Who) de Kevin Rodney Sullivan : Simon Green - également producteur
- 2005 : Sept Ans de séduction (A Lot Like Love) de Nigel Cole : Oliver Martin
- 2006 : Bobby de Emilio Estevez : Fisher
- 2006 : Coast Guards (The Guardian) de Andrew Davis : Jake Fisher
- 2006 : Les Rebelles de la forêt (Open Season) : Elliot (animation - voix originale)
- 2008 : Jackpot (What Happens in Vegas) de Tom Vaughan : Jack Fuller
- 2009 : Toy Boy (Spread) de David Mackenzie : Nikki Harper - également producteur
- 2009 : Personal Effects de David Hollander : Walter
- 2010 : Valentine's Day de Garry Marshall : Reed Bennett
- 2010 : Kiss and Kill (Killers) de Robert Luketic : Spencer Aimes - également producteur
- 2011 : Sex Friends (No Strings Attached) de Ivan Reitman : Adam Franklin
- 2011 : Happy New Year (New Year's Eve) de Garry Marshall : Randy
- 2013 : Jobs de Joshua Michael Stern : Steve Jobs
- 2014 : Annie de Will Gluck : Simon Goodspeed
- 2022 : Vengeance de B. J. Novak : Quentin Sellers
- 2023 : Toi chez moi et vice versa (Your Place or Mine) de Aline Brosh McKenna : Peter
- 2023 : The Long Home de James Franco : Nathan Winer Jr.

### Télévision

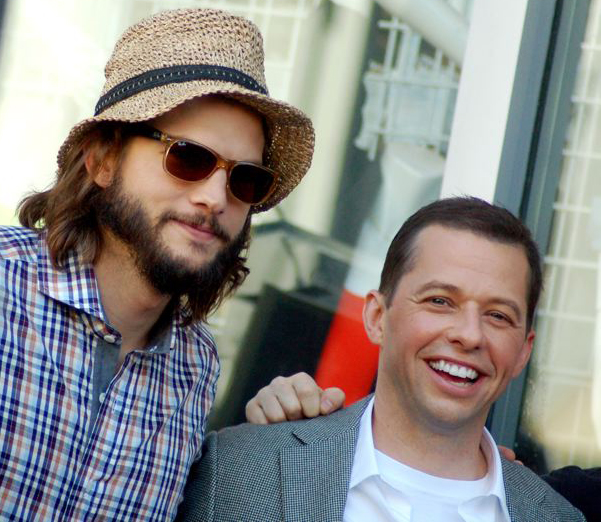
Ashton Kutcher et Jon Cryer en septembre 2011, covedettes de Mon oncle Charlie.

#### Séries télévisées
- 1998-2006 : That '70s Show : Michael Kelso (183 épisodes)
- 2001 : Voilà ! : Dean Cassidy (saison 5, épisode 15)
- 2002 : Parents à tout prix : le cousin Scott (saison 2, épisode 21)
- 2003-2012 : Punk'd : Stars piégées (Punk'd) : lui-même (79 épisodes)
- 2004 : The Bernie Mac Show : Ashton Kutcher (saison 3, épisode 17)
- 2008 : Miss Guided (en) : Beaux (saison 1, épisode 2)
- 2011-2015 : Mon oncle Charlie (Two and Half Men) : Walden Schmidt (84 épisodes)
- 2013 : Men at Work : Eric (saison 2, épisode 9 - non crédité)
- 2016-2020 : The Ranch : Colt Bennett (80 épisodes)
- 2022 : The Boys : Ashton Kutcher (saison 3, épisode 6 - non crédité)
- 2023 : That '90s Show : Michael Kelso (invité)

#### Séries d'animation
- 2005 : Robot Chicken : voix additionnelles (voix originales, 3 épisodes)
- 2016 : Les Griffin (Family Guy) : Ashton Kutcher[n 1] (saison 14, épisode 10)

### Comme coproducteur, producteur exécutif et / ou producteur
- 2004 : You've Got a Friend (série documentaire)
- 2005-2008 : Beauty and the Geek (émission de télévision)
- 2007 : The Real Wedding Crashers (en) (émission de télévision)
- 2007 : Adventures in Hollyhood (en) (série documentaire)
- 2007 : Room 401 (en) (série télévisée)
- 2008 : Pop Fiction (en) (émission de télévision)
- 2008-2009 : Opportunity Knocks (en) (émission de télévision)
- 2009 : Game Show in My Head (en) (émission de télévision)
- 2009 : The Beautiful Life (série télévisée) - également scénariste de 2 épisodes
- 2009 : Choose Me (téléfilm)
- 2009-2010 : True Beauty (en) (série télévisée)
- 2010 : Numbnuts (série télévisée)
- 2012 : Bklyn Flex (série documentaire)
- 2012 : Eric Finley: Comment Counselor (émission de télévision)
- 2012-2013 : Rituals (série documentaire)
- 2013 : Patton Oswalt to Be Loved and Understood (documentaire)
- 2013 : Forever Young (en) (série télévisée)

## Distinctions

### Récompenses
- Festival du film de Hollywood 2006 : meilleure distribution de l'année pour Bobby partagée avec Demi Moore, Sharon Stone, Lindsay Lohan, Joy Bryant, Anthony Hopkins, Elijah Wood, Helen Hunt, Freddy Rodríguez, Nick Cannon, William H. Macy, Martin Sheen, Christian Slater, Shia LaBeouf, Laurence Fishburne, Heather Graham, Jacob Vargas, Mary Elizabeth Winstead, Svetlana Metkina et Harry Belafonte.
- Teen Choice Awards 2008 : Meilleur acteur  pour Jackpot
- Festival du film de Hollywood 2010 : Lauréat du Prix de la célébrité du web préférée
- Teen Choice Awards 2010 : 
  - Meilleur acteur pour Kiss and Kill
  - Meilleur acteur pour Valentine's Day
- Razzie Awards 2010 : Pire acteur pour Kiss and Kill et pour Valentine's Day
- Teen Choice Awards 2011 : Meilleur acteur pour Sex Friends
- Teen Choice Awards 2013 : Lauréat du Prix Ultimate Choice

### Nominations
- Kids' Choice Awards 2004 : 
  - Acteur de film préféré pour Pour le meilleur et pour le rire , pour Mon boss, sa fille et moi, pour Treize à la douzaine=
  - Acteur TV préféré dans une série télévisée comique pour That '70s Show, pour Punk'd : Stars piégées
- Kids' Choice Awards 2005 : 
  - Acteur TV préféré dans une série télévisée comique pour That '70s Show, pour Punk'd : Stars piégées
- Kids' Choice Awards 2006 : 
  - Meilleur acteur de télévision dans une série télévisée comique pour That '70s Show, pour Punk'd : Stars piégées
- Critics' Choice Movie Awards 2007 : Meilleure distribution pour Bobby partagée avec Demi Moore, Sharon Stone, Lindsay Lohan, Joy Bryant, Anthony Hopkins, Elijah Wood, Helen Hunt, Freddy Rodríguez, Nick Cannon, William H. Macy, Martin Sheen, Christian Slater, Shia LaBeouf, Laurence Fishburne, Heather Graham, Jacob Vargas, Mary Elizabeth Winstead, Svetlana Metkina et Harry Belafonte.
- Screen Actors Guild Awards 2007 : Meilleure distribution pour Bobby
- Kids' Choice Awards 2007 : Meilleure performance vocale dans un film d'animation pour Les Rebelles de la forêt
- Teen Choice Awards 2007 : Meilleur acteur pour Coast Guards
- Teen Choice Awards 2012 : Meilleur acteur de télévision dans une série télévisée comique pour Mon oncle Charlie

## Voix francophones
En France, Adrien Antoine est la voix française régulière d'Ashton Kutcher depuis l'an 2000. Tony Marot et Benjamin Pascal l'ont également doublé à trois reprises chacun.
Au Québec, Nicolas Charbonneaux-Collombet est la voix québécoise régulière de l'acteur depuis 2003. Philippe Martin et Antoine Durand l'ont également doublé à trois reprises chacun.